# Nikolai Andrejewitsch Dolgorukow
Nikolai Andrejewitsch Dolgorukow (russisch Николай Андреевич Долгоруков; * 1902 in Jekaterinburg; † 1980 in Moskau) war ein sowjetischer Grafiker und Journalist.

## Leben und Wirken
Nach einer Tätigkeit als Kulissenmaler für das Theater der revolutionären Satire („Terewsaty“) studierte Dolgorukow Architektur am Ural-Institut für Bergbau in Swerdlowsk und arbeitete gleichzeitig in der Dekorationswerkstatt des dortigen Theaters. Anschließend studierte er von 1928 bis 1932 bei D. Orlow am Höheren Künstlerischen und Technischen Institut (VCHUTEIN) in Moskau und arbeitete dann für die Zeitungen Krasnaja Swesda, Prawda und Iswestija. Er entwickelte sich zum führenden Vertreter der Satire und des Plakates.
Im Deutsch-Sowjetischen Krieg arbeitete Dolgorukow vor allem an Propagandaplakaten. Bekannt wurden seine Werke „Die letzte Stunde“ (1943), „Wunderbar ist der Dnjepr bei stillem Wetter“ (1943) und „Er hört schreckliche Weisen“ (1945).
Seine Arbeiten sind in der Tretjakow-Galerie, im Russischen Museum, im Zentralmuseum der russischen Streitkräfte, in der Russischen Staatsbibliothek, der Bibliothek der Russischen Kunstakademie, im Museum für zeitgenössische Geschichte Russlands und in weiteren russischen Museen und Privatsammlungen ausgestellt.